# Lycosa immanis
Lycosa immanis là một loài nhện trong họ Lycosidae.
Loài này thuộc chi Lycosa. Lycosa immanis được Ludwig Carl Christian Koch miêu tả năm 1879.